# Coppa del Mondo di cricket femminile 2013
La Coppa del Mondo di cricket femminile 2013 è stata svolta dal 31 gennaio al 17 febbraio 2013 in India, nelle città di Mumbai e Cuttack.
Si tratta della decima edizione del torneo, a cui hanno preso parte otto rappresentative nazionali. Il torneo è stato vinto dall'Australia (al suo sesto titolo), che in finale ha battuto le Indie Occidentali.

## Partecipanti
- Australia
- India
- Inghilterra
- Pakistan
- Nuova Zelanda
- Indie Occidentali
- Sri Lanka
- Sudafrica

## Classifica finale
| Pos | Squadra           | V/S |
| --- | ----------------- | --- |
| 1°  | Australia         | 6-1 |
| 2°  | Indie Occidentali | 4-3 |
| 3°  | Inghilterra       | 5-2 |
| 4°  | Nuova Zelanda     | 3-4 |
| 5°  | Sri Lanka         | 3-4 |
| 6°  | Sudafrica         | 2-5 |
| 7°  | India             | 2-2 |
| 8°  | Pakistan          | 0-4 |